# STS–27
Az STS–27 jelű küldetés az amerikai űrrepülőgép-program 27., az Atlantis űrrepülőgép 3. repülése.

## Küldetés
A Lacrosse (USA 34) osztályú katonai felderítő műhold pályairányba állítása.

## Jellemzői
A beépített kanadai Canadarm (RMS) manipulátor kart 50 méter kinyúlást biztosított (műholdak indítás/elfogása, külső munkák [kutatás, szerelések], hővédőpajzs külső ellenőrzése) a műszaki szolgálat teljesítéséhez.

### Első nap
1988. december 2-án a szilárd hajtóanyagú gyorsítórakéták, Solid Rocket Booster(SRB) segítségével Floridából, a Cape Canaveral (KSC) Kennedy Űrközpontból, a LC39–B (LC – Launch Complex) jelű indítóállványról emelkedett a magasba. Az orbitális pályája 93,4 perces, 57 fokos hajlásszögű, elliptikus pálya perigeuma 437 kilométer, az apogeuma 447 kilométer volt. Szállított hasznos teher felszálláskor14 500 kilogramm
Az Amerikai Védelmi Minisztérium (DoD) megbízásából a harmadik Space Shuttle repülés. A felszállás során a leszakadó hőszigetelés-darabok szokatlanul súlyos károkat okozva megrongálták az Atlantis jobb oldali félszárnyát, megsértve több kerámiacsempét. Mivel a sérülések az RCC panelekre nem terjedtek ki, az űrrepülőgép ezúttal sikeresen vissza tudott térni a Földre. Hasonló baleset okozta a Columbia elvesztését 15 évvel később.

### Negyedik nap
1988. december 6-án Kaliforniában az Edwards légitámaszponton (AFB) szállt le. Összesen 4 napot, 9 órát, 5 percet és 37 másodpercet töltött a világűrben. 2 929 000 kilométert (1 812 075 mérföldet) repült, 68 alkalommal kerülte meg a Földet. Egy különlegesen kialakított Boeing 747 tetején december 14-én visszatért kiinduló bázisára.

## Műhold
A tehertérben rögzített kommunikációs műholdat 6 órával az űrrepülőgép stabilizálása után a Canadarm (RMS) manipulátor kar segítségével pályairányba állították. A műhold pályairányba állítását követően az űrrepülőgép 13-16 kilométerre eltávolodott. A műholdat a 60 perc múlva, automatikusan induló PAM–D főmotor sikeresen geostacionárius pályába emelte.

### USA–34
A műhold fejlesztéséhez 1976-ban a Központi Hírszerző Ügynökség (CIA) igazgatója, George H. W. Bush adott utasítást. 1983-ban a Lacrosse rendszert fogadták el továbbfejlesztésre. Gyártotta a Lockheed Martin Űrhajózási Vállalt (LMA) (Denver). Üzemeltetők a Nemzeti Felderítő Hivatal (NRO) (Chantilly) és a Központi Hírszerző Ügynökség (CIA) (Washington).
Nagy teljesítményű katonai képalkotó (Synthetic Aperture Radar) rendszer, radar (Radio Detection and Ranging) elven működő felderítő műhold. Három példányban készült (Lacrosse–1 [USA 34], Lacrosse–2, Lacrosse–3). A Lacrosse–1-et a Space Shuttle állította pályairányba, a Lacrosse–2, Lacrosse–3 hordozó eszköze a Titan–4 típusú rakéta volt. Típusjelölések: Lacrosse–1; USA 34 (1988-106B); SSC 19671. Az orbitális egység pályája 57 fokos hajlásszögű, geoszinkron pálya perigeuma 680 kilométer, az apogeuma 690 kilométer volt. Hasznos tömege 14 500 kilogramm. A műhold által készített adatokat a TDRS (Tracking and Data Relay Satellite) adattovábbító műholdakkal továbbították a földi állomásokra. Méretei: hossza 12 méter, legnagyobb átmérője 4,4 méter. Napelemeinek fesztávolsága 50 méter, ami az igényeknek megfelelően 10-20 kW villamos energiát termel, tízszer nagyobbat, mint bármelyik korábban telepített radarfelderítő. Éjszakai (földárnyék) energiaellátását NiCd (kémiai) akkumulátorok biztosították. Az űreszköz terep és időjárástól függetlenül, a nagy radarantennájának köszönhetően 1–0,01 méter felbontású képeket készített. Pályakorrekciók végrehajtását gázmotorok biztosították. Várható élettartama 10 év (1997. március 31-én befejezte aktív szolgálatát, A földi gravitáció hatására belépett a légkörbe és megsemmisült).
Előző műhold katonai műhold az USA 33 (1988-099A), következő az USA-ban 35 (1989-013A).

## Személyzet
(zárójelben a repülések száma az STS–27-el együtt)
- Robert Gibson (3), parancsnok
- Guy Gardner (1), pilóta
- Richard Mullane (2), küldetésfelelős
- Jerry Ross (2), küldetésfelelős
- William Shepherd (1), küldetésfelelős

### Visszatérő személyzet
- Robert Lee Gibson (3), parancsnok
- Guy Gardner (1), pilóta
- Richard Michael Mullane (2), küldetésfelelős
- Jerry Lynn Ross|Jerry Ross (2), küldetésfelelős
- William McMichael Shepherd (1), küldetésfelelős